# Zaide (KV 344)
Zaide KV 344 (K6 336b) – singspiel w 2 aktach do libretta Johanna Andreasa Schachtnera na podstawie sztuki Das Serail F.J. Sebastianiego (fragment). Wolfgang Amadeus Mozart skomponował go zimą 1779/80 w Salzburgu.

## Osoby
- Zaide (sopran),
- Gomatz (tenor),
- Allazim (bas),
- Sułtan Soliman (tenor),
- Osmin (bas),
- Zaram, dowódca straży (rola tylko mówiona),
- Pierwszy śpiewak,
- Czterech Niewolników.

Akcja toczy się w Turcji, prawdopodobnie w XVI wieku.
Pierwsze publiczne wykonanie odbyło się we Frankfurcie nad Menem 27 stycznia 1866 roku. Mozart komponował je na zamówienie trupy teatralnej Johanna Heinricha Böhma, która w 1779 roku występowała w Salzburgu, ale z nieznanych powodów utworu tego nie ukończył. Przypuszczalnie brak perspektyw na wystawienie spowodowało, że później już do niego nie wrócił. Pewne wątki wykorzystał jednak podczas tworzenia "Uprowadzenia z seraju" (KV 384) w latach 1781-1782.
Oryginał znajduje się w Staatsbibliothek, w Berlinie.

## Arie z opery

### Akt I
"Herr und Freund, wie dank ich dir!" — Gomatz 

"Nur mutig, mein Herze" — Allazim 

"Rase, Schicksal" — Gomatz 

"Ruhe sanft, mein holdes Leben" — Zaide 

### Akt II
"Der stolze Löw' lässt sich zwar zähmen" — Sułtan Soliman 

"Ich bin so bös als gut" — Sułtan Soliman 

"Ihr Mächtigen seht ungerührt" — Allazim 

"Tiger! Wetze nur die Klauen" — Zaide 

"Trostlos schluchzet Philomele" — Zaide 

"Wer hungrig bei der Tafel sitzt" — Osmin